# IB Hochschule für Gesundheit und Soziales

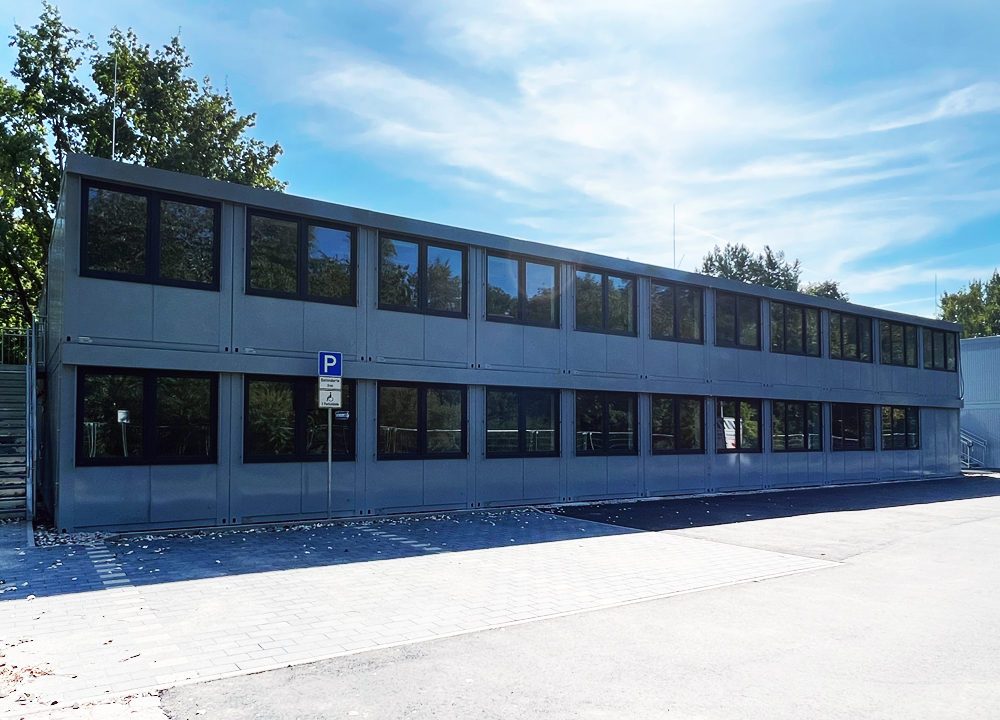
Neuer Sitz der IB Hochschule auf dem Gesundheitscampus am Unfallkrankenhaus Berlin

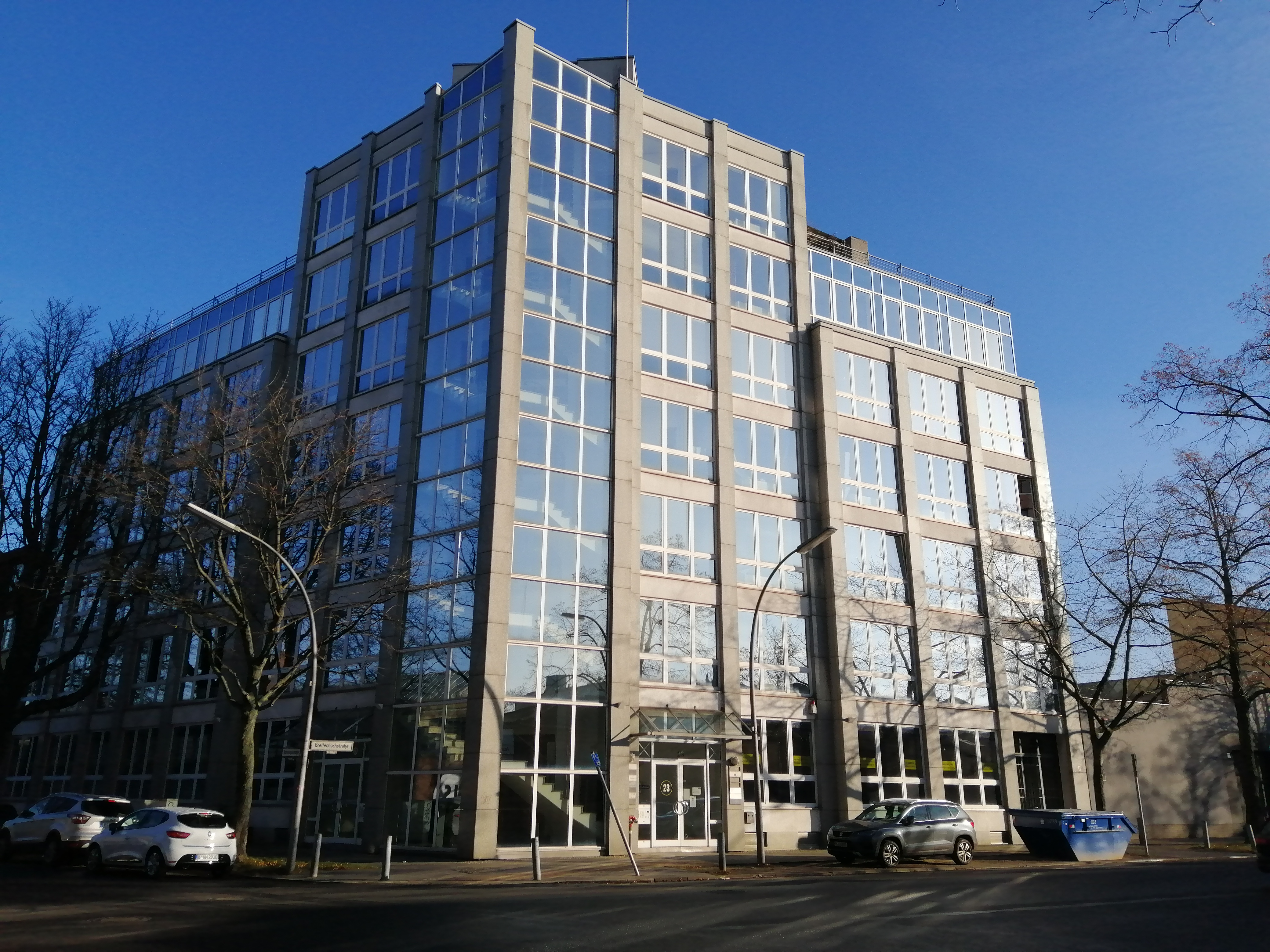
Der Sitz der IB Hochschule in Berlin-Reinickendorf bis Dezember 2023

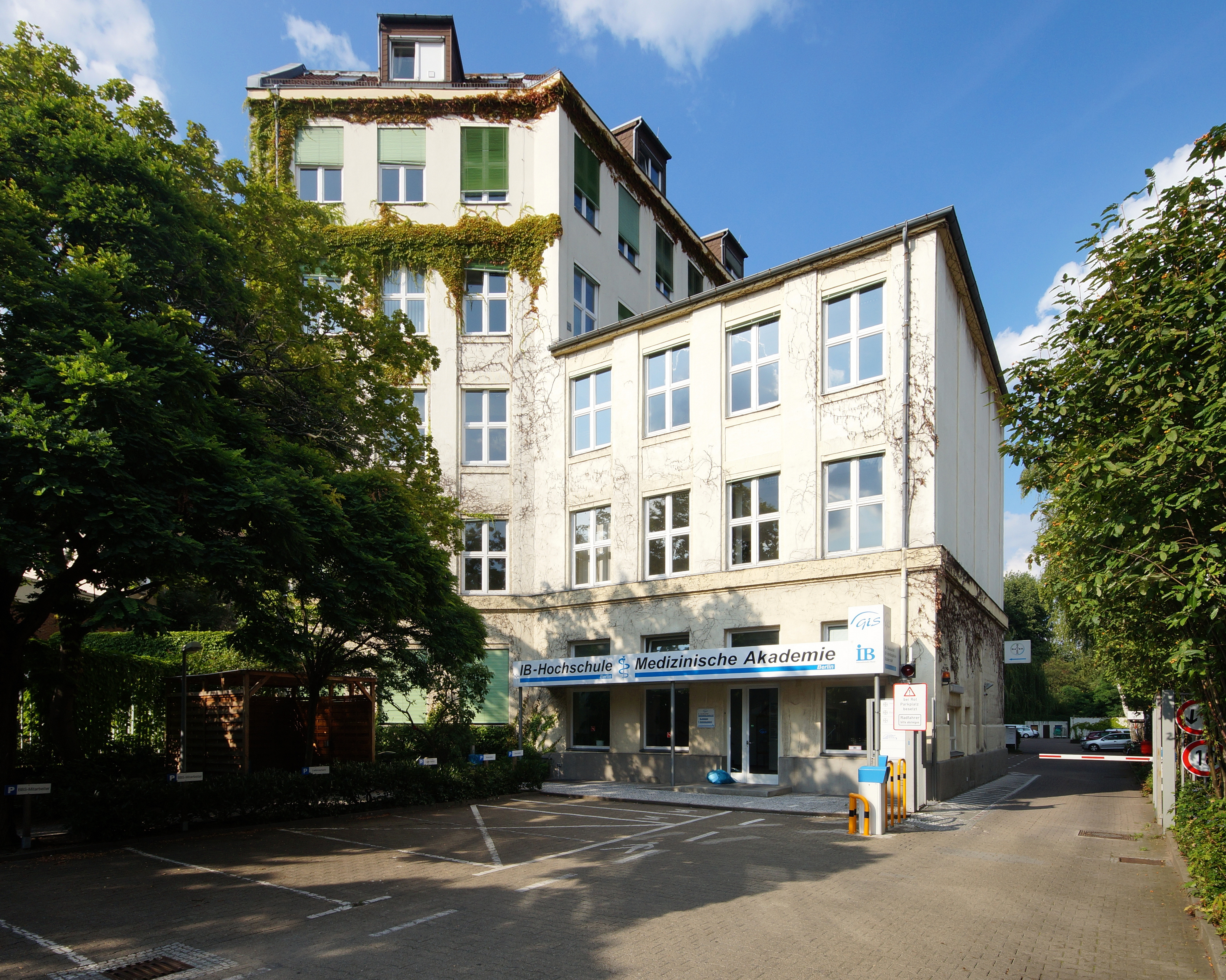
Der Sitz der IB Hochschule in Berlin-Gesundbrunnen bis 2020

Die IB Hochschule für Gesundheit und Soziales ist eine staatlich anerkannte private Hochschule, die zum Wintersemester 2007/08 eröffnet wurde. Der Hauptsitz liegt im Berliner Ortsteil Biesdorf. Der neue Standort der IB Hochschule ist seit Dezember 2023 auf dem Gesundheitscampus am Unfallkrankenhaus Berlin.

## Hintergrund
Die IB Hochschule ist der akademische Zweig des Internationalen Bundes. Die Trägerin der Hochschule ist die IB Gesellschaft für interdisziplinäre Studien. Eine Zusammenarbeit besteht zwischen der IB Hochschule und der Medizinischen Akademie.
Der Bildungs- und Forschungsauftrag fokussiert soziologische, gesundheitspolitische Entwicklungen und Aspekte der psycho-sozialen Gesundheit. Die Studiengänge werden gemeinsam mit Kliniken, Ärzten, Berufsverbänden und Bildungspolitik entwickelt und können in Vollzeit, neben der Ausbildung oder berufsbegleitend absolviert werden. Ihre akademische Abschlüsse sind sowohl international als auch für die Aufnahme eines Masterstudiums anerkannt.

## Studiengänge
Vollzeitstudiengänge
- Angewandte Psychologie (B.Sc.)
- Ergotherapie (B.Sc.) (läuft aus)
- Logopädie (B.Sc.) (läuft aus)
- Physiotherapie (B.Sc.) (läuft aus)
- Psychologie (M.Sc)

Ausbildungs- und berufsbegleitende Studiengänge
- Angewandte Therapiewissenschaft: Physiotherapie, Logopädie, Ergotherapie (B.Sc.)
- Health Care Education/Gesundheitspädagogik (B.A.)
- Gesundheitspädagogik (M.A.)
- Medizinische Radiologie-Technologie (B.Sc.) (läuft aus)
- Digital Health (B.Sc. / M.Sc.)